# 旧事諮問録
旧事諮問録（きゅうじしもんろく）は明治20年代に東京帝国大学史談会による江戸幕府時代の実情を江戸幕府の役人達に質疑した記録。

## 成立の経緯
1890年から1891年にかけて東京帝国大学の学者グループが、政治・経済・法政・外交の各般にわたり、江戸幕府時代の古老たちにたずねた旧事諮問会の内容をまとめたもの。
江戸幕府消滅から20年ほど経過し、江戸幕府時代の暮らし・文化・風俗・慣習といったものが消滅することを危惧した東京帝国大学の史談会という学者の有志が集まり「旧事諮問会」が発足した。1890年の秋ころより月1回、その職を旧幕府に奉じ、事務に練達せる耆老を招聘して未だ文書にあらわれざる事実を質問する事となった。

## 内容
内容は多岐に渡り、役向きの勤めぶりや慣習、風俗以外に奇話もある。聞き書きではなく座談会形式という珍しい例であり、当時最先端だった速記術によって記録された。
江戸幕府時代の実際の風俗・慣習を当事者の証言から知る貴重な記録である。
- 第1回 『将軍の起居動作等』 坪内定益（旧幕御小姓頭取）、松浦信寔（旧幕御小姓・御目付）[2]
- 第2回 『政の事-勘定所』 鈴木重嶺（旧幕御勘定組頭・同吟味役・同奉行並・佐渡奉行）
- 第3回 『司法の事-評定所』 小俣景徳（旧幕評定所留役・御目付・奈良奉行）
- 第4回 『大奥の事』 箕浦はな子（旧幕中藹）、佐々鎮子（旧幕御次）
- 第5回 『目付・町奉行及外交の事』 山口泉処（旧幕御目付・大目付・江戸町奉行・神奈川奉行・外国奉行）
- 第6回 『御側御用取次・外国奉行の事』 竹本要斎（旧幕外国奉行・御小姓組番頭格御小姓頭取・御側御用取次）
- 第7回 『地方の警察民政等-八州取締代官手代の事』 宮内公美（旧幕代官手代・八州取締）
- 第8回 『昌平坂学問所の事-附録・学問所規則覚書』 石丸三亭（旧幕学問所勤番組頭）
- 第9回 『欧洲奉使談判の模様及び御右筆目付の事』 河内熈（旧幕奥御右筆・外国掛目付）
- 第10回 『御庭番の事』 川村帰元（旧幕御庭番）
- 第11回 『江戸市中取締の事及伝馬町牢屋の事-附録・町奉行所勘定書』 谷村正養（旧幕町奉行付与力）

## 刊本
- 旧事諮問会 編『旧事諮問録』旧事諮問会、1891年。
- 東京帝国大学史談会 編『旧事諮問録』（三好一光 解題）青蛙房〈青蛙選書〉、1964年。
- 『旧事諮問録』（上・下、旧事諮問会編、進士慶幹校注、岩波文庫、1986年）